# Angels with Dirty Faces (album Sugababes)
Angels with Dirty Faces è il secondo album del gruppo musicale pop britannico Sugababes, pubblicato il 26 agosto 2002 in Gran Bretagna e nel resto d'Europa da settembre 2002 dall'etichetta discografica Island. L'album ha segnato il debutto del gruppo con l'etichetta discografica Island, seguito dal licenziamento dalla London Records avvenuto nel 2001, ed è il primo album ad essere registrato dalla seconda formazione del gruppo, col nuovo membro Heidi Range, che sostituisce il membro fondatore Siobhán Donaghy.
L'album contiene produzioni di Lucas Secon e Xenomania, ed ha raggiunto la numero due della classifica britannica, ottenendo un triplo disco di platino; è l'album della band che ha venduto di più finora. In Australia, l'album è stato pubblicato il 18 novembre 2002.

## Produzione e pubblicazione
Poco dopo la pubblicazione dell'ultimo singolo estratto dall'album di debutto della band, One Touch, la cofondatrice Siobhán Donaghy lasciò la band a causa di scontri con gli altri due membri. È stata ufficialmente sostituita dal nuovo membro Heidi Range durante il 2001. Dopo il licenziamento dalla London Records, la band iniziò a cercare una nuova etichetta. Avendo già iniziato a scrivere materiale per un nuovo progetto, ottennero un contratto con la Island Records.
Il secondo album di inediti è stato pubblicato in patria il 26 agosto 2002, sull'onda del successo dei primi due singoli, Freak like Me e Round Round, entrambi arrivati alla numero uno in Gran Bretagna. L'album ha ricevuto critiche molto positive. Un mese dopo è stato pubblicato anche nel resto d'Europa e in Nuova Zelanda, ottenendo un considerevole successo: ha infatti ricevuto un disco di platino in Europa per aver raggiunto quota un milione di copie vendute.

## Tracce
CD (Island 063 217-2 (UMG) / EAN 0044006321721)
1. Freak like Me - 3:17 (Eugene Hanes, Marc Valentine, Loren Hill, Gary Numan, William Collins, George S. Clinton)
2. Blue - 3:56 (Howard Jones, Robbie Bronnimann, Robin Boult)
3. Round Round - 3:57 (Mutya Buena, Keisha Buchanan, Miranda Cooper, Niara Scarlett, Brian Higgins, Tim Powell, Nick Coler, Heidi Range, Shawn Lee, Lisa Cowling, Robin Hofmann, Rino Spadavecchia, Felix Stecher, Florian Pflüger)
4. Stronger- 4:40 (Marius De Vries, Mutya Buena, Keisha Buchanan, Jony Rockstar, Felix Howard, Heidi Range)
5. Supernatural - 3:37
6. Angels with Dirty Faces - 3:48
7. Virgin Sexy - 3:45
8. Shape - 4:14 (Sting, Craigie Dodds, Dominic Miller, K. Dodds)
9. Switch - 3:37
10. More Than a Million Miles - 3:24
11. Breathe Easy (Acoustic Jam) - 3:59

## Classifiche
| Classifica (2002) | Posizione raggiunta |
| ----------------- | ------------------- |
| Regno Unito       | 2                   |
| Irlanda           | 11                  |
| Norvegia          | 11                  |
| Paesi Bassi       | 12                  |
| Svizzera          | 13                  |
| Germania          | 13                  |
| Belgio (Fiandre)  | 15                  |
| Austria           | 19                  |
| Nuova Zelanda     | 21                  |
| Finlandia         | 32                  |
| Danimarca         | 37                  |
| Belgio (Vallonia) | 48                  |
| Svezia            | 49                  |

Angels with Dirty Faces è andato molto meglio del predecessore, One Touch, raggiungendo la seconda posizione della UK Album Charts; è rimasto in classifica per quaranta settimane. Freak like Me, che contiene un campionamento di Are Friends Electric? di Gary Numan, è il primo singolo ed è entrato nella UK Singles Chart alla numero uno. Round Round, prodotta da Xenomania, è il secondo singolo, cha ha debuttato sempre in prima posizione. Il terzo è una doppia a-side, Stronger e Angels with Dirty Faces; ha raggiunto la numero sette della UK Singles Chart. L'ultimo singolo, Shape, che contiene un campionamento di Shape of My Heart di Sting, è l'unico singolo a non entrare in top-ten nella UK Singles Chart; debutta in undicesima posizione. La canzone, comunque, è arrivata ottava in Polonia, nona in Irlanda e decima nei Paesi Bassi.